# Microterys ceroplastae
Microterys ceroplastae är en stekelart som beskrevs av Prinsloo 1975. Microterys ceroplastae ingår i släktet Microterys och familjen sköldlussteklar. Inga underarter finns listade i Catalogue of Life.